# Megeces
Megeces est une commune de la province de Valladolid dans la communauté autonome de Castille-et-León en Espagne.

## Sites et patrimoine
- Église Santiago.
- Pont, du XVIe siècle.